# Lijst van personen uit Ankara
Dit is een chronologische lijst van personen die zijn geboren in de Turkse plaats Ankara

## Geboren in Ankara

### 1900–1969
- Turgay Şeren (1932-2016), voetballer
- Filiz Akın (1943-2025), actrice, schrijfster en televisiepresentatrice
- Osman Arpacıoğlu (1947-2021), voetballer
- Joe Strummer (1952-2002), Brits rockzanger (The Clash)
- Ahmet Altun (1958), langeafstandsloper
- Selçuk Yula (1959-2013), voetballer
- Ergun Simsek (1965), Nederlands-Turks acteur
- Burak Bekdil (1966-2023), journalist
- Cemal Yılmaz (1968), Turks-Nederlands voetballer en voetbaltrainer

### 1970–1979
- Ümit Özat (1976), voetballer
- Oğuz Sırmalı (1977), zanger en muzikant
- Dilan Yeşilgöz-Zegerius (1977), Nederlands politica
- Deniz Gamze Ergüven (1978), Turks-Frans filmregisseur, scenarioschrijver en actrice
- Ennis Esmer (1978), Canadees acteur, filmproducent, scenarioschrijver en komiek

### 1980–1999
- Ali Palabıyık (1981), voetbalscheidsrechter
- Hasan Kabze (1982), voetballer
- Gökhan Ünal (1982), voetballer
- Tuğba Karademir (1985), kunstschaatsster
- Ozan İpek (1986), voetballer
- Soner Aydoğdu (1991), voetballer
- Ahmet Çalık (1994-2022), voetballer

### Vanaf 2000
- Ozan Kabak (2000), voetballer